# Lasiopogon hinei
Lasiopogon hinei är en tvåvingeart som beskrevs av Cole och Wilcox 1938. Lasiopogon hinei ingår i släktet Lasiopogon och familjen rovflugor. Inga underarter finns listade i Catalogue of Life.